# Џизија
Џизија (тур. џизје, главарина, харач, намет) је порез који је у Османском царству плаћало немуслиманско становништво. Џизија је била порез који су плаћали једном годишње, у замјену за необављање војничких обавеза. Могло се плаћати у новцу или у добрима, а од џизије су били ослобођени дјеца, жене, старци и физички или психички неспособни људи.
Сакупљачи џизије су се звали џизједари и одређивани су од везира. Године 1855. донесен је закон којим је та врста обавезе замијењена плаћањем војнице, али је и даље наплаћивана. Тек 1908. године, послије Младотурске револуције је војна обавеза у Турској проширена и на хришћане и плаћање џизије је престало.